# Zastava Arms
La Zastava Arms (serbo: Застава Оружје / Zastava Oružje) è una fabbrica serba che produce armi civili e militari ed equipaggiamenti, fondata nel 1853.
La società opera sotto la bandiera dell'azienda "Zastava". Le strutture di sede e di produzione si trovano a Kragujevac, in Serbia centrale. Attualmente è il principale produttore di armi da fuoco in Serbia ed è un grande contributore all'industria della difesa locale. Produce ed esporta una vasta gamma di prodotti in oltre quaranta Paesi.

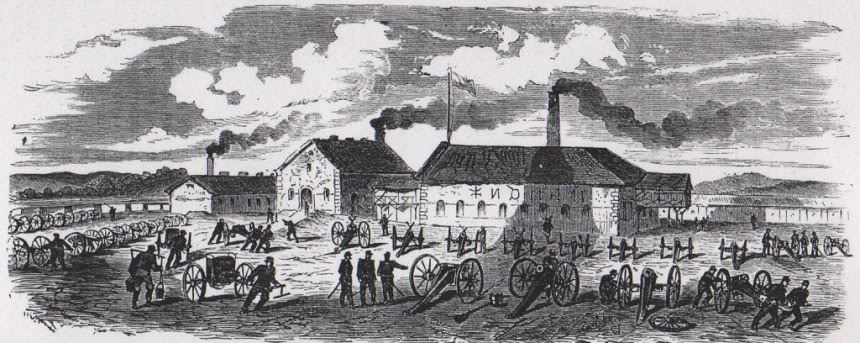
La fabbrica nel 1856

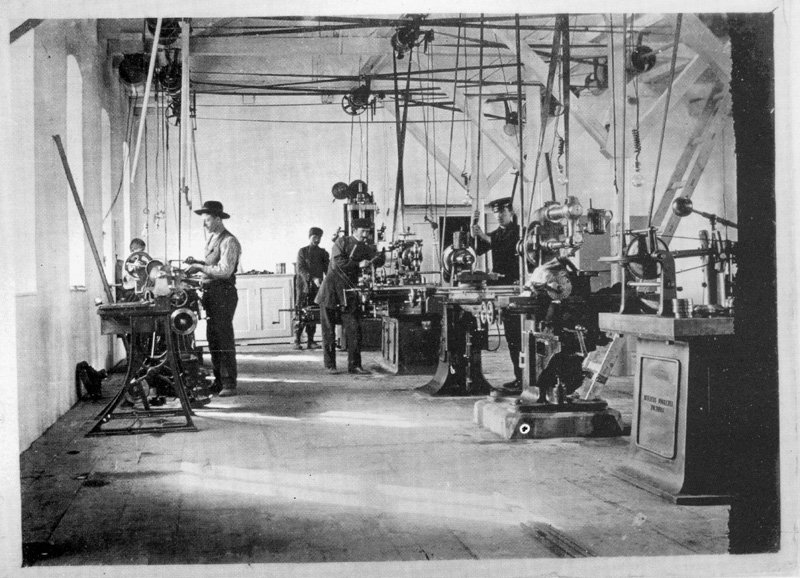
L'officina della Zastava Arms nel 1910

## Prodotti
Fucili da caccia:
- Zastava LK M70
- Zastava LK M70 PSS
- Zastava LK M70 PS
- Zastava LK M808
- Zastava LK M85
- Zastava LK M48/63
- Zastava LK M98

Fucili sportivi semi-automatici:
- Zastava LKP 90 SA
- Zastava LKP M77 SA
- Zastava LKP 76
- Zastava LKP PAP

Pistole:
- Zastava P25
- Zastava M57
- Zastava M70A
- Zastava M88
- Zastava CZ 99

Fucili d'assalto:
- Zastava M70
- Zastava M77B1
- Zastava M80
- Zastava M90
- Zastava M21

Mitragliatrici:
- Zastava M72
- Zastava M77
- Zastava M84
- Zastava M02 Coyote

Fucili mitragliatori:
- M1944 Submachine gun
- M49 Submachine gun
- M56 Submachine gun
- MGV-176 Submachine gun
- Zastava M85
- Zastava M92

Fucili da cecchino:
- Zastava M76
- Zastava M91
- Zastava M93 Black Arrow
- Zastava M07

Lanciagranate automatici:
- Zastava BGA 30mm

## Galleria d'immagini

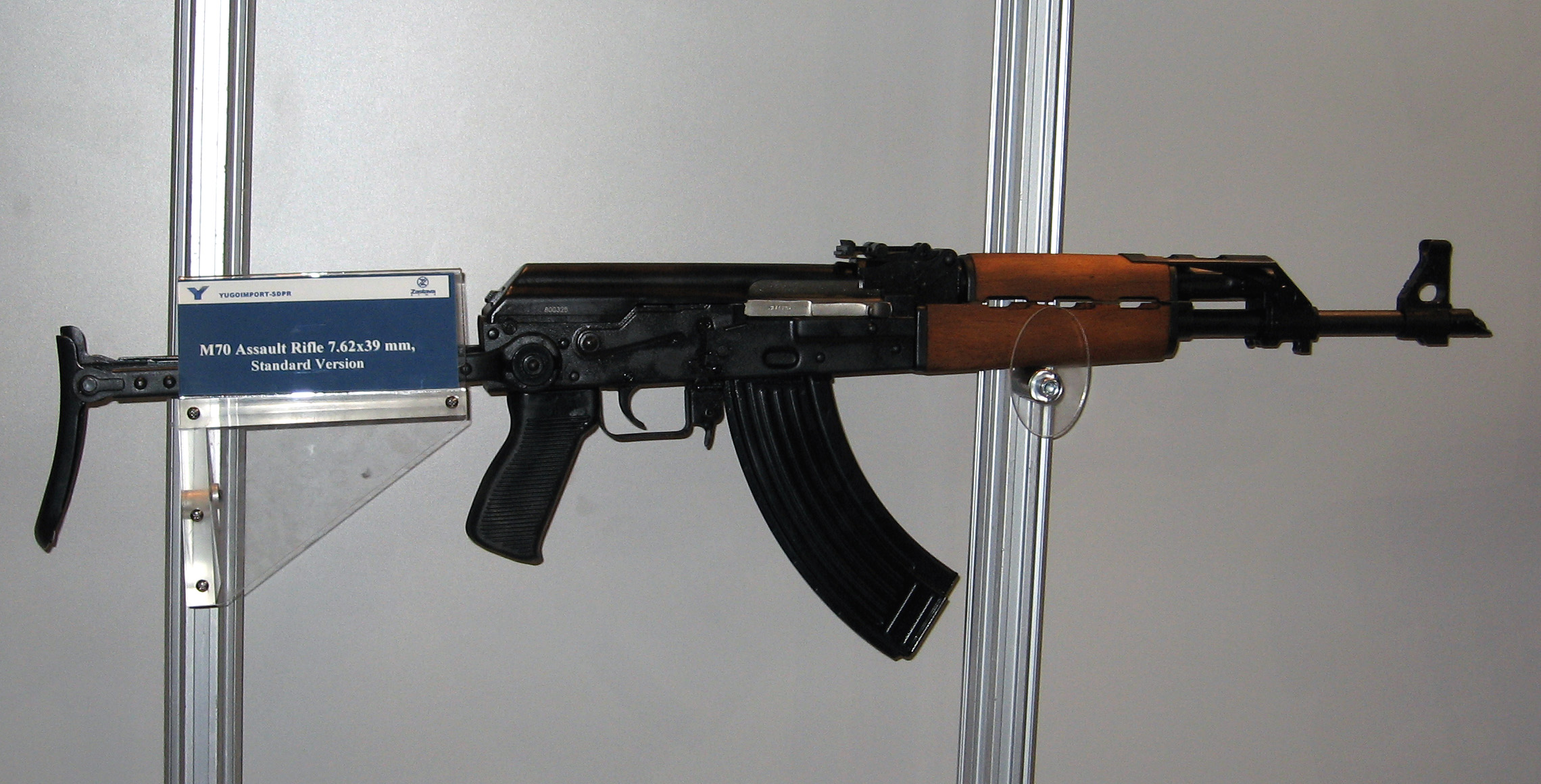
Zastava M70
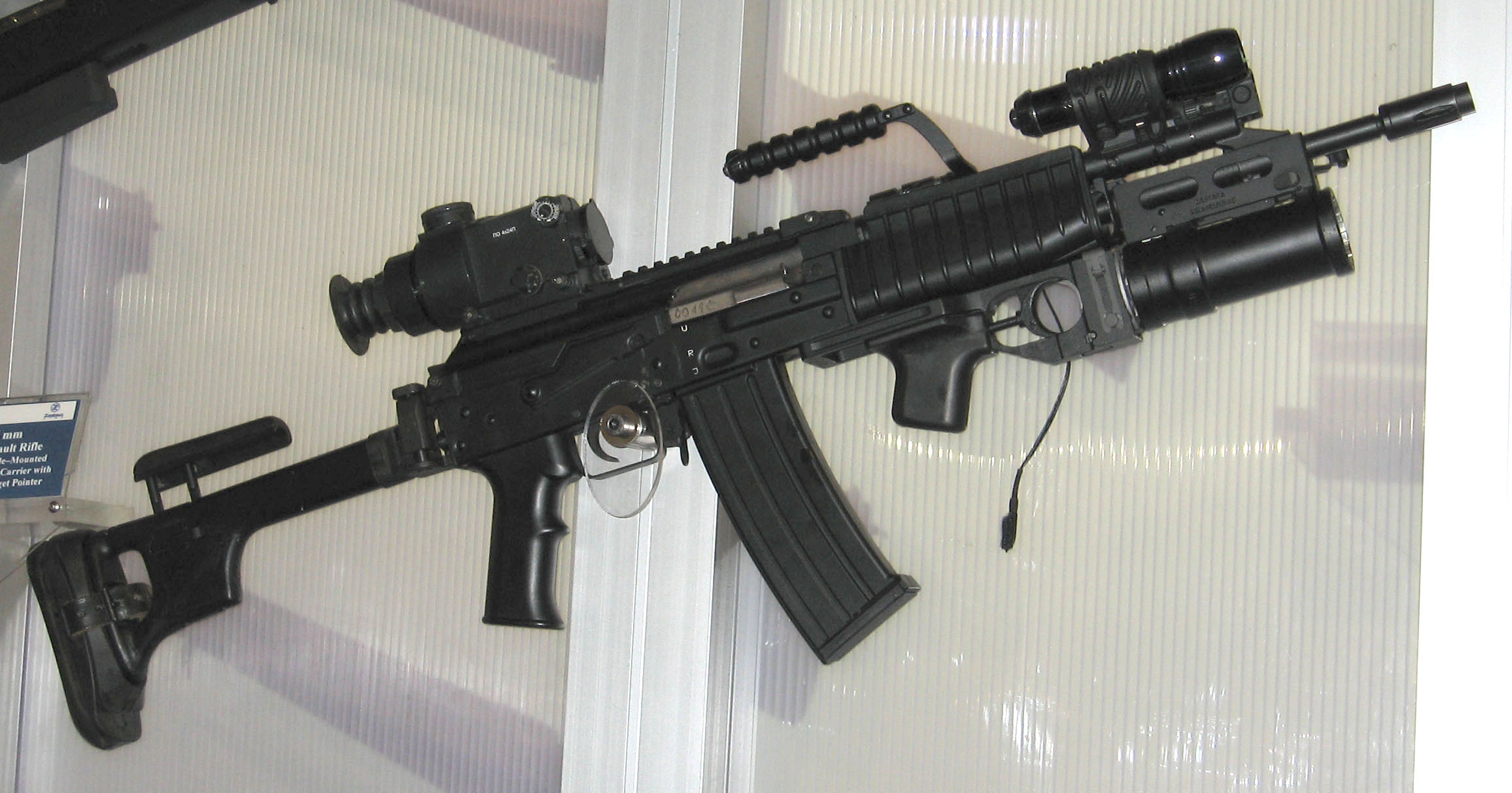
Zastava M21
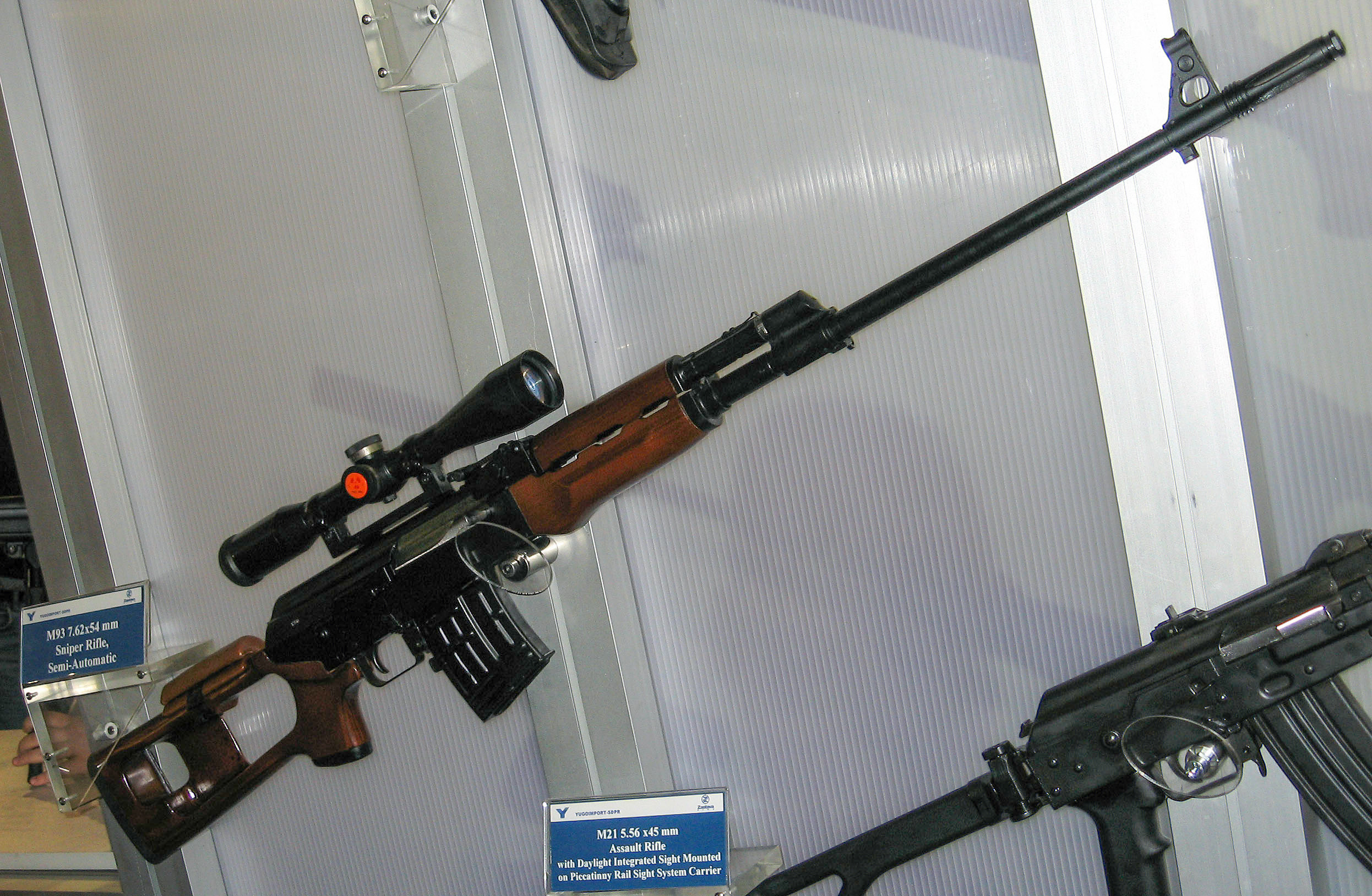
Zastava M91
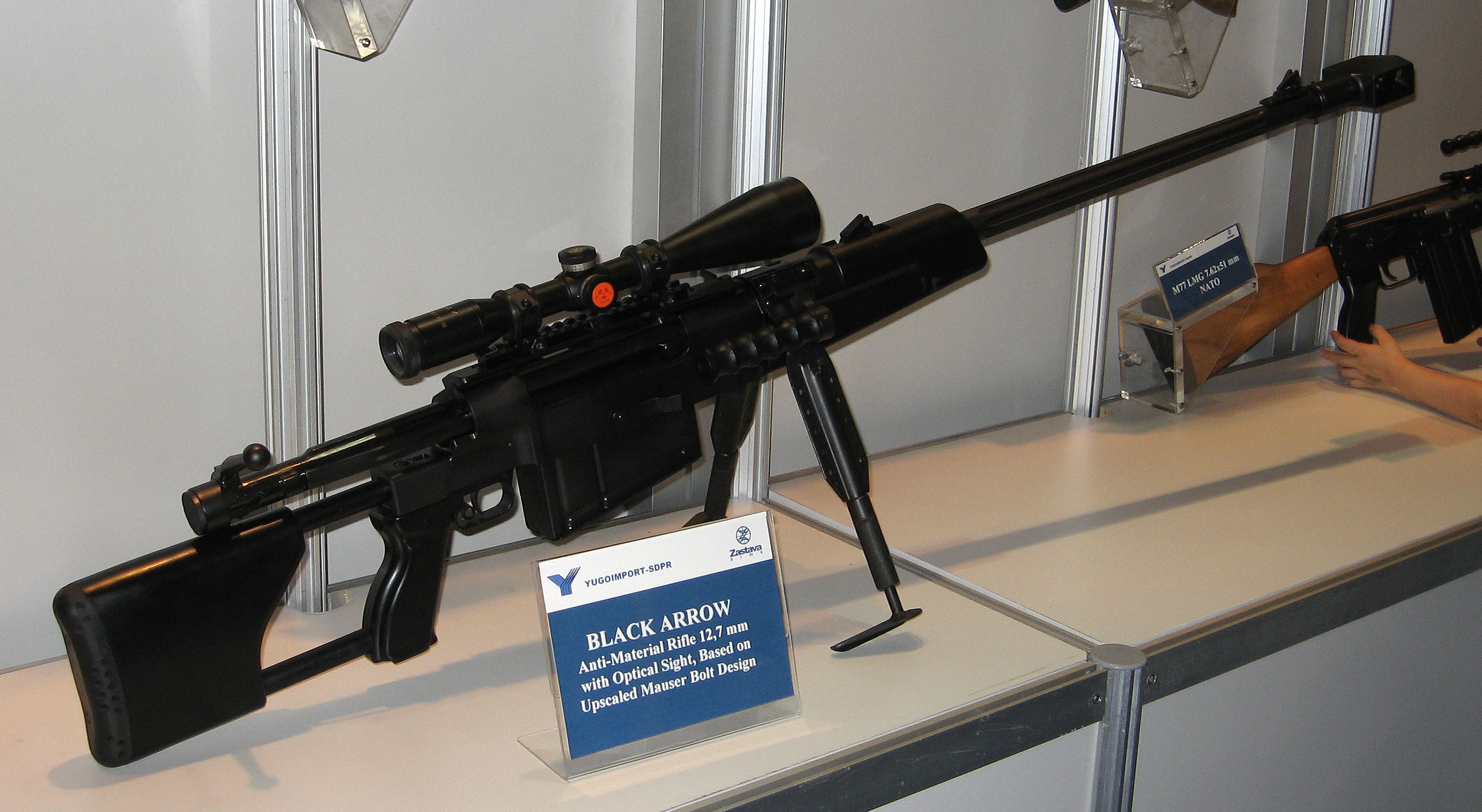
Zastava M93 Black Arrow